# The Visitors
The Visitors — восьмой студийный альбом шведской группы ABBA. Был выпущен 30 ноября 1981 года на шведском лейбле звукозаписи Polar. Запись музыкального материала к альбому началась в марте и закончилась в ноябре 1981 года на студии Polar Music Studios в Стокгольме. Это первый альбом, выпущенный на CD. Студия была оборудована цифровой записью, что и определило его выпуск на новом для того времени носителе.
Пятое переиздание альбома, вышедшее в 2012 году, включало не изданный ранее трек «From a Twinklling Star to a Passing Angel».

## Обложка альбома
Дизайнером обложки к альбому выступил Руне Содерквист, который, по его словам, был вдохновлён темой заключительной песни Like An Angel Passing Through My Room, когда разрабатывал композицию альбома.
На обложке альбома помещено фото группы в интерьере дома-музея Юлиуса Кронберга в Скансене. В отличие от других обложек других альбомов, члены группы изображены не вместе, а стоящими немного порознь.

## Синглы
1. «One of Us»/«Should I Laugh or Cry» (декабрь 1981)
2. «Head Over Heels»/«The Visitors» (март 1982)
3. «The Visitors» (редактированная версия)/«Head Over Heels» (март 1982)
4. «When All is Said and Done»/«Soldiers» (1982)

## Список композиций
Все песни написали Бенни Андерссон и Бьорн Ульвеус.
1. «The Visitors» — 5:47
2. «Head over Heels» — 3:48
3. «When All Is Said and Done» — 3:17
4. «Soldiers» — 4:41
5. «I Let the Music Speak» — 5:23
6. «One of Us» — 3:57
7. «Two for the Price of One» — 3:38
8. «Slipping Through My Fingers» — 3:53
9. «Like An Angel Passing Through My Room» — 3:40

## Песни
The Visitors — заглавная композиция альбома. Стала последним из числа синглов к этому альбому. Ведущий вокал исполнила Анни-Фрид Лингстад. В Америке сингл достиг № 63 в чарте синглов и № 10 в танцевальном чарте. Автор текста песни Бьёрн Ульвеус при его сочинении пытался представить то чувство нервозности и страха что мог испытывать советский диссидент, сидя дома в ожидании прихода сотрудников КГБ за ним. Альбом стал запрещенным в СССР, но не столько из-за этой песни, сколько из-за участия группы ABBA в телепередаче «Чтобы Польша была Польшей» 31 января 1982 года.
Head over Heels — вторая композиция на альбоме. Ведущий вокал исполнила Агнета Фельтског, певшая о своём хорошем друге, которым в клипе стала Анни-Фрид Лингстад, сверхактивной женщиной из высшего общества, бегавшей по магазинам, в то время как её уставший и истощённый муж (сыгранный Ульвеусом) обречённо плетётся позади.
When All Is Said and Done — третья композиция в альбоме. Подобно песне 1980 года, «The Winner Takes It All», объяснившей распад одной из пар (Бьорн Ульвеус и Агнета Фельтског), «When All Is Said and Done» посвящена разладу между Анни-Фрид Лингстад и Бенни Андерссоном.
Написанная в период эмоционального беспорядка, песня, по заверению Ульвеуса, не впитывала в себя обстоятельства, связанные с недавним разводом Бенни и Фриды, хотя данный факт абсолютно очевиден. К тому же известно, что Бьорн попросил разрешения у Андерссона и Лингстад, прежде чем группа приступила к работе над треком. Когда в марте 1981 года началась запись песни, с момента их разрыва прошёл всего лишь месяц.
В песню «When All Is Said and Done» Фрида вложила всю боль и разочарование, не только свою, но и всех тех, кто так или иначе был связан с разрывом. Фонограмма полностью преобразилась после того, как Анни-Фрид исполнила свою партию со всем присущим ей мастерством и эмоциональностью. Как позднее вспоминала сама Лингстад: «Вся моя грусть была воплощена в этой песне».
Эта песня считается одной из лучших в творчестве группы ABBA. И по сей день многие полагают, что стоило ABBA выбрать «When All Is Said and Done» вместо «Head Over Heels» в качестве сингла поддержки для «One of Us» в Европе и других территориях, квартет получил бы ещё один всемирный хит и, может быть, не распался бы в столь скором времени.
One of Us — имела рабочие названия «Number 1» и «Mio Amore» и стала одной из последних песен, записанных ABBA для альбома 1981 года The Visitors, а также одной из немногих композиций, в которой заметно влияние разводов двух авторов текстов группы, (Андерссона и Ульвеуса): в самом деле, песня посвящена стараниям женщины возродить окончившиеся отношения. Несмотря на пессимистичный тон песни и ряд нареканий со стороны менеджера группы, Стига Андерсона, песня была выпущена как первый сингл с альбома The Visitors вместе с внеальбомным треком «Should I Laugh Or Cry» — и стала последней композицией группы, сумевшей занять первые строчки хит-парадов.
Slipping Through My Fingers — пятая композиция на альбоме с ведущим вокалом Агнеты Фэльтскуг. Песня посвящена сожалению матери о том, насколько быстро выросла её дочь и как мало времени они провели вместе. Идея текста возникла у Бьорна Ульвеуса, когда он наблюдал за своей дочерью Линдой, собиравшейся в школу (девочка начала свой первый учебный год осенью 1980 года).
Like An Angel Passing Through My Room — заключительная песня с альбома. Работа над треком началась 26 мая 1981 года в Polar Music Studios. Сначала песня носила название «Another Morning Without You», во время записи — «An Angel Walked Through My Room», «An Angel’s Passing Through My Room» и «Twinkle Twinkle». В какой-то момент запись начала приобретать черты диско, но члены группы отвергли эту идею, так как им показалось, что композиция слишком похожа на «Lay All Your Love on Me». Первоначально песня содержала вокальные партии как Агнеты Фельтског, так и Фрид Лингстад, но в окончательной версии слышен только голос Лингстад. Это единственная песня ABBA, в которой присутствует вокальная партия только одного человека. Одной из отличительных черт композиции является сравнительная «бедность» мелодии: вся песня состоит из вокала и эффектов синтезатора — звука тикающих часов.

## Клипы к альбому
1. Head Over Heals
2. One Of Us
3. When All Is Said And Done
4. No Hay A Quien Culpar (испанская версия песни When All Is Said And Done)